# St. Johann im Pongau
Sankt Johann im Pongau, St. Johann im Pongau, Sankt Johann, St. Johann/Pg. (baw. Seiger Håns, Sénnig Håns) – miasto powiatowe w Austrii, w kraju związkowym Salzburg, siedziba powiatu St. Johann im Pongau. Liczy 10852 mieszkańców (1 stycznia 2015). W centrum miasta znajduje się stacja kolejowa, droga szybkiego ruchu oraz stadion żużlowy.